# Uranotaenia lanei
Uranotaenia lanei is een muggensoort uit de familie van de steekmuggen (Culicidae). De wetenschappelijke naam van de soort is voor het eerst geldig gepubliceerd in 1953 door Martinez & Prosen.